# Diglyphus horticola
Diglyphus horticola är en stekelart som beskrevs av Muhammad Sharif Khan 1985. Diglyphus horticola ingår i släktet Diglyphus och familjen finglanssteklar. Inga underarter finns listade i Catalogue of Life.